# Lake Hauroko
Der Lake Hauroko ist ein 63 km² großer, s-förmiger See auf der Südinsel Neuseelands in der Region Southland und eine Station auf der Southern Scenic Route. Er liegt auf etwa 150 m in einem Tal des Fiordland-Nationalparks und ist etwa 30 km lang. Mit einer maximalen Tiefe von 462 Metern ist er der tiefste See Neuseelands und Ozeaniens.
Der See liegt etwa 35 Kilometer nordwestlich von Tuatapere. Er fließt über den 20 km langen Wairaurāhiri River 10 Kilometer westlich der Te Waewae Bay in die Foveauxstraße ab.
Im See befindet sich eine Insel, Mary Island, die etwa einen Quadratkilometer groß ist und in vielen lokalen Legenden eine Rolle spielt. Eine dieser Legenden besagt, dass die Insel von einem Māori-Fluch belegt sei. Solche Geschichten werden aber von den ortsansässigen Maori abgelehnt.
Vom Abfluss des Sees ist der Lake Poteriteri über den ausgeschilderten Harry's Track erreichbar.